# Vitaminas hidrosolubles
 Las vitaminas hidrosolubles son vitaminas que se disuelven en agua. Actúan principalmente como coenzimas o precursores de coenzimas, desempeñando roles esenciales en numerosas reacciones químicas del metabolismo del organismo. Su presencia es crucial para el funcionamiento óptimo de diversos procesos biológicos.   

## Descripción
Durante el proceso de preparación culinaria, muchos alimentos ricos en vitaminas hidrosolubles pierden parte de su contenido vitamínico original. Esto ocurre principalmente porque algunas vitaminas se descomponen con el calor. Sin embargo, es posible recuperar una porción de estas vitaminas utilizando el agua utilizada para cocer verduras, ya que algunas vitaminas lixiviadas pueden encontrarse en este líquido. 
Entre las vitaminas hidrosolubles, destacan la vitamina C, también conocida como ácido ascórbico, y las vitaminas del complejo B. Este grupo incluye la B1 (tiamina), B2 (riboflavina), B3 (niacina o ácido nicotínico), B5 (ácido pantoténico), B6 (piridoxina), B7 (biotina, antes conocida como B8), B9 (ácido fólico) y B12 (cobalamina o cianocobalamina). Cada una de estas vitaminas desempeña roles específicos y vitales en el organismo. 
Aunque generalmente el exceso de vitaminas hidrosolubles se excreta a través de la orina reduciendo el riesgo de toxicidad, no todas son completamente inofensivas en altas dosis. Por ejemplo, un consumo excesivo de vitamina B6 puede llevar a neuropatía periférica y otros trastornos neurológicos. En el caso de un consumo excesivo de vitamina B12, aunque generalmente se considera segura incluso en altas dosis, hay casos aislados donde puede causar complicaciones. Estos efectos adversos pueden incluir reacciones alérgicas en personas sensibles, cierto malestar digestivo; y en casos muy raros, puede contribuir a problemas cardíacos en personas con condiciones preexistentes. Sin embargo, estos efectos son poco comunes y la vitamina B12 es generalmente bien tolerada. Es importante tener en cuenta que cada individuo puede reaccionar de manera diferente a las dosis elevadas de esta u otra vitamina, por lo que se recomienda seguir las guías de ingesta establecidas, siempre bajo supervisión médica.
Las vitaminas hidrosolubles generalmente no se almacenan en grandes cantidades en el cuerpo, lo que requiere su ingesta regular a través de la dieta. Sin embargo, la vitamina B12 es una excepción, ya que puede almacenarse en el hígado durante varios años. Esta capacidad de almacenamiento de la vitamina B12 reduce la necesidad de una ingesta diaria, a diferencia de otras vitaminas hidrosolubles que, debido a su limitada capacidad de almacenamiento, deben consumirse de manera más frecuente para mantener niveles adecuados en el cuerpo. 

### Conclusión
Las vitaminas hidrosolubles (o solubles en agua), son esenciales para numerosas funciones metabólicas y deben ser suministradas regularmente a través de la dieta. La preparación de alimentos puede disminuir su concentración. Si bien su exceso generalmente se excreta a través de la orina, dosis elevadas de algunas, como las B6 y B12, pueden tener efectos adversos. Es vital seguir las recomendaciones de ingesta para mantener un equilibrio nutricional adecuado y evitar deficiencias o toxicidades.